# Bourges
Bourges es una ciudad del centro de Francia, sede de la prefectura del departamento de Cher, en la región de Centro-Valle de Loira. Se sitúa a unos 230 kilómetros al sur de París. Está clasificada como ciudad de arte y de historia (ville d'art et d'histoire) y es principalmente conocida por su famosa catedral de Saint-Étienne, declarada Patrimonio de la Humanidad por la Unesco en 1992. Por ella transcurre el Camino de Vézelay, uno de los cuatro caminos de Santiago de Compostela en Francia.

## Geografía
La ciudad de Bourges está situada sobre el Yèvre a algunos kilómetros del "centro exacto de Francia", en plena provincia de Berry. Asnières-lès-Bourges es el barrio a partir del cual se originó la ciudad.

### Clima
| Parámetros climáticos promedio de Bourges (Aeropuerto de Bourges), normales 1981-2010 | Parámetros climáticos promedio de Bourges (Aeropuerto de Bourges), normales 1981-2010 | Parámetros climáticos promedio de Bourges (Aeropuerto de Bourges), normales 1981-2010 | Parámetros climáticos promedio de Bourges (Aeropuerto de Bourges), normales 1981-2010 | Parámetros climáticos promedio de Bourges (Aeropuerto de Bourges), normales 1981-2010 | Parámetros climáticos promedio de Bourges (Aeropuerto de Bourges), normales 1981-2010 | Parámetros climáticos promedio de Bourges (Aeropuerto de Bourges), normales 1981-2010 | Parámetros climáticos promedio de Bourges (Aeropuerto de Bourges), normales 1981-2010 | Parámetros climáticos promedio de Bourges (Aeropuerto de Bourges), normales 1981-2010 | Parámetros climáticos promedio de Bourges (Aeropuerto de Bourges), normales 1981-2010 | Parámetros climáticos promedio de Bourges (Aeropuerto de Bourges), normales 1981-2010 | Parámetros climáticos promedio de Bourges (Aeropuerto de Bourges), normales 1981-2010 | Parámetros climáticos promedio de Bourges (Aeropuerto de Bourges), normales 1981-2010 | Parámetros climáticos promedio de Bourges (Aeropuerto de Bourges), normales 1981-2010 |
| Mes                                                                                   | Ene.                                                                                  | Feb.                                                                                  | Mar.                                                                                  | Abr.                                                                                  | May.                                                                                  | Jun.                                                                                  | Jul.                                                                                  | Ago.                                                                                  | Sep.                                                                                  | Oct.                                                                                  | Nov.                                                                                  | Dic.                                                                                  | Anual                                                                                 |
| ------------------------------------------------------------------------------------- | ------------------------------------------------------------------------------------- | ------------------------------------------------------------------------------------- | ------------------------------------------------------------------------------------- | ------------------------------------------------------------------------------------- | ------------------------------------------------------------------------------------- | ------------------------------------------------------------------------------------- | ------------------------------------------------------------------------------------- | ------------------------------------------------------------------------------------- | ------------------------------------------------------------------------------------- | ------------------------------------------------------------------------------------- | ------------------------------------------------------------------------------------- | ------------------------------------------------------------------------------------- | ------------------------------------------------------------------------------------- |
| Temp. máx. abs. (°C)                                                                  | 17.6                                                                                  | 22.6                                                                                  | 29.4                                                                                  | 29.4                                                                                  | 32.0                                                                                  | 38.0                                                                                  | 39.6                                                                                  | 39.9                                                                                  | 35.1                                                                                  | 31.7                                                                                  | 23.4                                                                                  | 20.0                                                                                  | 39.9                                                                                  |
| Temp. máx. media (°C)                                                                 | 6.9                                                                                   | 8.5                                                                                   | 12.5                                                                                  | 15.5                                                                                  | 19.6                                                                                  | 23.1                                                                                  | 26.0                                                                                  | 25.6                                                                                  | 21.8                                                                                  | 17.0                                                                                  | 10.7                                                                                  | 7.4                                                                                   | 16.3                                                                                  |
| Temp. mín. media (°C)                                                                 | 1.1                                                                                   | 1.1                                                                                   | 3.4                                                                                   | 5.3                                                                                   | 9.2                                                                                   | 12.4                                                                                  | 14.4                                                                                  | 14.1                                                                                  | 11.1                                                                                  | 8.3                                                                                   | 4.0                                                                                   | 1.8                                                                                   | 7.2                                                                                   |
| Temp. mín. abs. (°C)                                                                  | -20.4                                                                                 | -16.4                                                                                 | -11.3                                                                                 | -3.7                                                                                  | -2.6                                                                                  | 3.4                                                                                   | 4.6                                                                                   | 4.6                                                                                   | 1.8                                                                                   | -5.0                                                                                  | -9.1                                                                                  | -14.0                                                                                 | -20.4                                                                                 |
| Precipitación total (mm)                                                              | 55.2                                                                                  | 52.0                                                                                  | 53.2                                                                                  | 62.4                                                                                  | 78.6                                                                                  | 60.5                                                                                  | 66.1                                                                                  | 55.0                                                                                  | 59.7                                                                                  | 71.7                                                                                  | 65.7                                                                                  | 67.8                                                                                  | 747.9                                                                                 |
| Días de precipitaciones (≥ 1 mm)                                                      | 11.6                                                                                  | 9.3                                                                                   | 10.2                                                                                  | 10.6                                                                                  | 11.6                                                                                  | 8.6                                                                                   | 7.9                                                                                   | 7.7                                                                                   | 8.2                                                                                   | 10.4                                                                                  | 10.9                                                                                  | 11.3                                                                                  | 118.2                                                                                 |
| Horas de sol                                                                          | 67.9                                                                                  | 88.6                                                                                  | 151.0                                                                                 | 175.7                                                                                 | 210.0                                                                                 | 224.9                                                                                 | 239.0                                                                                 | 232.7                                                                                 | 185.8                                                                                 | 124.5                                                                                 | 72.2                                                                                  | 55.3                                                                                  | 1827.5                                                                                |
| Fuente: Météo France                                                                  |                                                                                       |                                                                                       |                                                                                       |                                                                                       |                                                                                       |                                                                                       |                                                                                       |                                                                                       |                                                                                       |                                                                                       |                                                                                       |                                                                                       |                                                                                       |

## Demografía
| 15 964 | 16 330 | 17 552 | 18 910 | 22 826 | 25 324 | 24 799 | 25 037 | 26 799 | 28 064 | 30 119 | 31 312 | 35 785 | 40 217 | 42 829 | 45 342 | 43 587 | 46 551 | 44 133 | 45 735 | 45 942 | 44 245 | 45 067 | 49 263 | 51 040 | 53 879 | 60 632 | 70 814 | 77 300 | 76 432 | 75 609 | 72 480 | 71 000 | 71 155 | 66 666 | 64 551 |
| Para los censos de 1962 a 1999 la población legal corresponde a la población sin duplicidades (Fuente: INSEE [Consultar]) |        |        |        |        |        |        |        |        |        |        |        |        |        |        |        |        |        |        |        |        |        |        |        |        |        |        |        |        |        |        |        |        |        |        |        |

## Historia

### Edad Antigua
Bourges debe su nombre al pueblo galo de los bituriges. Antiguamente[¿cuándo?] se llamaba Avaricum (el nombre celta era Avaricon). Durante la Guerra de las Galias fue asediada, durante meses, por Julio César. Vercingétorix había aplicado la táctica de la tierra quemada por toda la Galia. Ninguna ciudad, ninguna mujer debía servir para el aprovisionamiento de las legiones romanas. Pero los habitantes de Avaric le suplicaron que perdonara a la ciudad ofreciéndosela como refugio dado que, la misma, se encontraba fuertemente protegida no solo por sus defensas naturales (los famosos pantanos) sino también por una alta muralla levantada en el Sur. César optó por el asedio, en lugar de tomar la ciudad, a la vez que hacia frente a las tropas de Vercasivelono que acudían en defensa de la fortaleza. De los 40.000 hombres, mujeres y niños encerrados tras sus murallas sólo se salvaron 800, los demás perecieron víctimas del hambre y la penuria.

### Edad Media
En la Edad Media, Bourges fue la capital de un vizcondado hasta el siglo XIV. Fue también la capital del efímero ducado de Berry. El delfín, futuro Carlos VII de Francia, que se refugió en Bourges fue denominado el “pequeño rey de Bourges”. Su hijo, Luis XI nació en Bourges en 1423. Carlos VII promulgó la Pragmática Sanción en 1438.
Forma parte del Camino de Santiago (Via Lemovicensis).
La ciudad es muy conocida por haber sido, durante la Edad Media una de las capitales europeas de la alquimia. Varios edificios situados en el centro de la ciudad recuerdan este rico pasado por sus ornamentaciones y sus esculturas. Jacques Coeur, banquero y prestamista del rey, fue uno de sus ilustres habitantes que participó en la aventura de la alquimia.
Los cuatro “hombres-prudentes” que gobernaban la ciudad fueron reemplazados en 1474 por un alcalde y 12 regidores.

## Economía
- Tecnología punta
- ESAM Escuela Superior de Aplicación del Material (militar)
- Fabricación y estudio del Armamento (ETBS Establecimiento Técnico de Bourges), GIAT industrias.
- Concepción y fabricación Aeronáutica y Aeroespacial. Antiguamente Nord-Aviation, en 2002 se fusionó con Matra para convertirse en la sociedad MBDA, productora de misiles.

Bourges es la sede de la Cámara de comercio y de industria del Cher. Tiene aeropuerto.

## Administración
La ciudad está dividida en cinco cantones:
| Cantón              | Población en 1999 | Población en 2007 |
| ------------------- | ----------------- | ----------------- |
| Cantón de Bourges-1 | 12 069            | 11 280            |
| Cantón de Bourges-2 | 11 227            | 12 002            |
| Cantón de Bourges-3 | 20 882            | 20 957            |
| Cantón de Bourges-4 | 16 111            | 15 328            |
| Cantón de Bourges-5 | 12 191            | 11 588            |

## Patrimonio

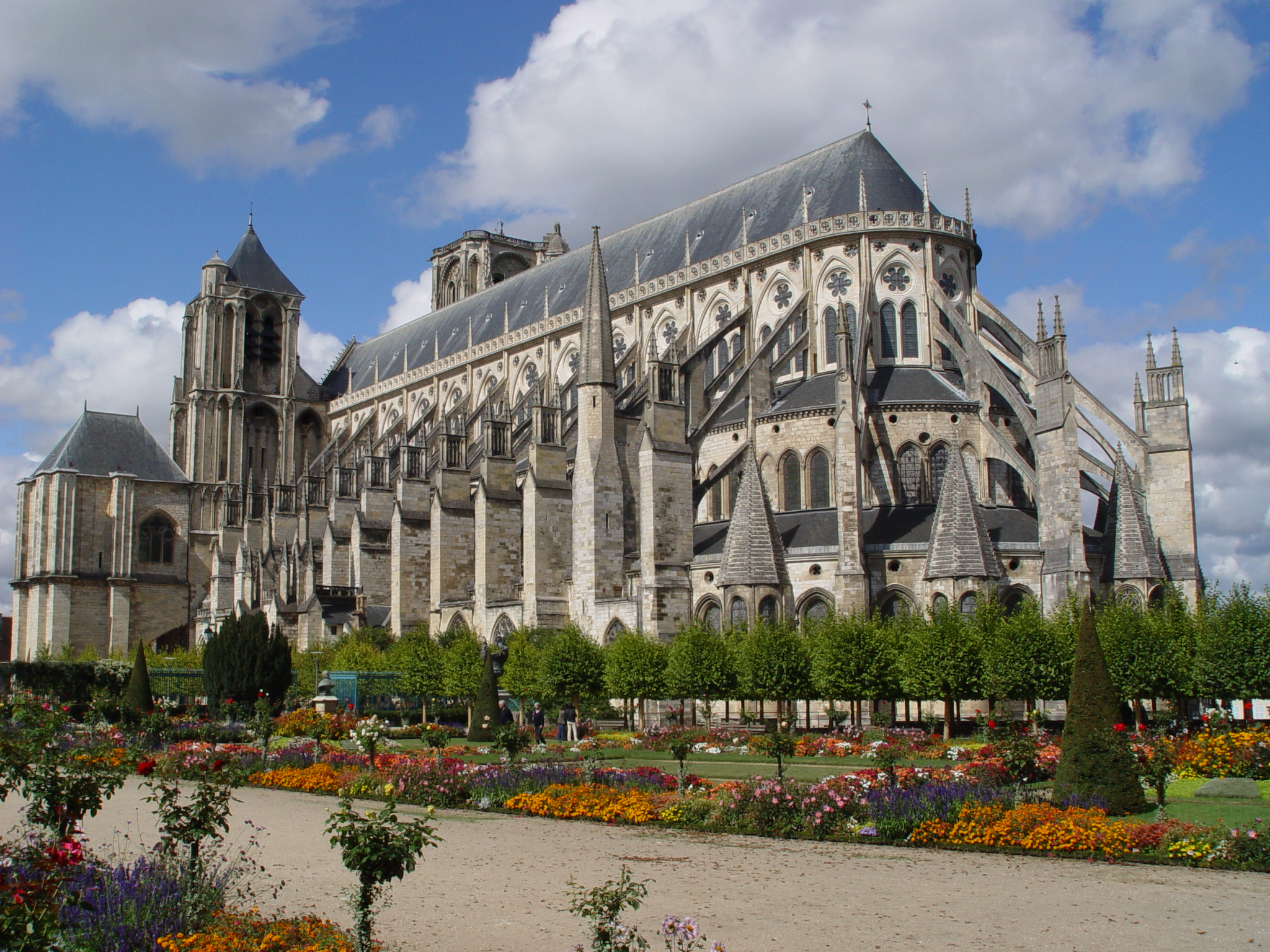
Catedral de Saint-Étienne.

Bourges está clasificada como ciudad de arte y de historia (ville d'art et d'histoire). Conforme a la ley Malraux de 1962, el centro histórico de Bourges es, desde 1965, una zona protegida. Entre sus elementos patrimoniales más destacables se encuentran los restos de las murallas galo-romanas, el Palacio Jacques-Coeur, el Museo Maurice Estève, y los pantanos de Yèvre y de Voiselle, jardines familiares dedicados a la cultura de los pantanos han sido clasificados, en 2003, como monumentos naturales. Pero el patrimonio más valioso y conocido de la ciudad probablemente sea su iglesia principal, la catedral de Saint-Étienne, que forma parte del listado de Patrimonio de la Humanidad de la Unesco desde 1992. La catedral de Bourges es la sede de un arzobispado del que dependen las diócesis de Albi, Cahors, Clermont, Mende, del Puy, Rodès, Saint-Flour y Tulle.

## Cultura
Cada año, desde 1977 se celebra en la ciudad un festival musical y cultural que dura, aproximadamente, una semana y se lleva a cabo en abril, es conocido como Primavera de Bourges.

## Deportes
Actualmente el principal club deportivo de Bourges es el CJM Bourges Basket que ha conseguido cinco campeonatos femeninos de Francia y tres euroligas, dos de ellas consecutivas.

## Hermanamientos
- Augsburgo (Alemania).
- Aveiro (Portugal).
- Forli (Italia).
- Koszalin (Polonia).
- Palencia (España).
- Peterborough (Inglaterra).
- Yoshkar-Olá (Rusia).